# Jan Góra (malarz)
Jan Góra (ur. 1936 w Duksztach, zm. 1 października 2023) – polski malarz, grafik, rysownik, profesor malarstwa na Wydziale Architektury Politechniki Gdańskiej. 

## Życiorys
Ojciec był weterynarzem zginął w 1939, do Sopotu przyjechał wraz z matką w 1946. W latach 1957–1963 studiował w Państwowej Wyższej Szkole Sztuk Plastycznych w Gdańsku (obecnie Akademia Sztuk Pięknych w Gdańsku), dyplom w 1963 r. w pracowni prof. Juliusza Studnickiego. Pracował w PWSSP w latach 1963–1965 w Pracowni Rysunku prof. Kazimierza Śramkiewicza na Wydziale Malarstwa i w pracowni Urszuli Ruhnke-Duszeńki na Wydziale Architektury. Wykładowca malarstwa na Wydziale Architektury Politechniki Gdańskiej od 1963 Tytuł profesora sztuk plastycznych uzyskał w 1994 r.